# Francisco Maria II Pico della Mirandola
Francisco Maria II Pico (em italiano:  Francesco Maria II Pico; Mirandola, 30 de setembro de 1688 – Madrid, 26 de novembro de 1747) foi um nobre e político italiano. 
Foi chamado de il Duchino uma vez que se tornou Duque Soberano com a idade de 2 anos e 4 meses, sendo o último representante da Família Pico a reinar no Ducado de Mirandola, o qual foi vendido em 1710 ao duque de Módena Reinaldo III d'Este no final da Guerra da Sucessão de Espanha.

## Biografia
Era filho de Francisco Maria I Pico, que morre poucos meses após o nascimento do filho. Pouco depois foi abandonado também pela mãe, Ana Camila Borghese de Sulmona, após um conflito com a família.
Pela morte do seu avô, Alexandre II Pico, ocorrida a 2 de fevereiro de 1691, recebe os estados da família que governou sob tutela da tia, Brígida Pico (1633-1720). O seu governo iniciou-se em 1706 e aliou-se à França na Guerra da Sucessão de Espanha: Concordia foi devastada pela fome e devastada. Durante o assédio de Mirandola (1705), assinou em Módena um tratado com o rei de França que o nomeou lugar-tenente general sendo, então, colocada uma guarnição francesa em Mirandola. Como consequência, em 1706, em Viena, foi declarado culpado por felonia pelo Império Austríaco e expulso do ducado pelo príncipe Eugênio de Saboia. Em 1708 todos os bens da família Pico foram confiscados. Em 1710 o Ducado de Mirandola foi vendido ao duque de Módena Reinaldo III d'Este pela soma de 200.000 dobras espanholas (equivalente a uma tonelada de ouro).
Francisco Maria encontrou refúgio em Espanha sob a proteção do rei Filipe V, o  qual o nomeou Cavaleiro mayor em maio de 1715 e Mordomo môr do Rei de Espanha em 1738.

## Casamentos
A 14 de junho de 1716 casou com Maria Teresa Spínola y de la Cerda, filha de Carlos Felipe Spínola y Colonna (quarto marquês de Los Balbases e Grande de España), a qual morre afogada a 15 de setembro de 1725 durante uma inundação que fustigou a sua casa de Madrid.
Em 1744 casou em segundas núpcias com Maria Guadalupe Fitz-James Stuart y Colón de Portugal (1725–1750), filha de Jaime Fitz-James Stuart, 2.º Duque de Berwick e de Catalina Ventura Colón de Portugal, 8.ª duquesa de Veragua.
Morre em Madrid em 1747, sem descendência.